# آنتونی اسکاراموزینو
آنتونی اسکاراموزینو (انگلیسی: Anthony Scaramozzino؛ زادهٔ ۳۰ آوریل ۱۹۸۵) بازیکن فوتبال اهل فرانسه است.
از باشگاه‌هایی که در آن بازی کرده‌است می‌توان به باشگاه فوتبال اومانیا، باشگاه فوتبال لانس، باشگاه فوتبال کن، باشگاه فوتبال پانتولیکوس، باشگاه فوتبال گیلینگام، باشگاه فوتبال سدان، باشگاه فوتبال نیس، و باشگاه فوتبال لوریان اشاره کرد.